# سید طیب جواد
سید طیب جواد سفیر افغانستان در کشور شاهی انگلستان، یکی از چهره‌های مطرح عرصه سیاسی و اجتماعی افغانستان در بیشتر از یک دهه گذشته بوده است. طیب جواد، از ۴ دسامبر ۲۰۰۳ تا ۲۲ سپتامبر ۲۰۱۰ سفیر افغانستان در ایالات متحده آمریکا و همزمان سفیر «غیر مقیم» در کشورهای مکزیک، برزیل، آرژانتین و کلمبیا انجام وظیفه نموده است. طیب جواد از سال ۲۰۰۲ تا ۲۰۰۳ رئیس دفتر دولت افغانستان به ریاست آقای حامد کرزی ایفای وظیفه نموده است. در اکتبر سال ۲۰۱۰ آقای جواد در برنامه «پروژه آینده دپلوماسی» در مرکز «بلفیر برای ساینس و امور بین‌المللی» در مدرسه جان اف کندی دانشگاه هاروارد پیوست. در فوریه سال ۲۰۱۱، آقای طیب جواد دیپلمات مقیم در دانشگاه جانز هاپیکنز در دانشکده مطالعات پیشرفته بین‌المللی پل نیتز پیوست. سفیر جواد همین اکنون رئیس بنیادِ برای افغانستان است و همزمان مدیر اجرای شرکت مشاوره راهبرد جهانی واقع در شهر واشینگتن ایفای وظیفه می‌کند. علاوه بر این، آقای جواد راهبردساز سیاسی در اپکو است.

## زندگی
سید طیب جواد در شهر قندهار به دنیا آمده است. دروس متوسطه و عالی را در مدرسه استقلال شهر کابل فرا گرفته است. در دانشگاه کابل از دانشکده حقوق و علوم سیاسی فارغ شده است. در اوایل سال ۱۹۸۰، یک سال بعد از اشغال افغانستان توسط نیروهای شوروی، آقای جواد افغانستان را به مقصد آلمان ترک گفت. برای چند سال را در دانشگاه وستفالی ویلهلم، مونستر به تحصیل پرداخت. پس از شش سال از آلمان به آمریکا نقل مکان کرد و در آنجا از دانشگاه C.W.Post در لانگ آیلند نیویورک درجه کارشناسی ارشد MBA را به دست آورد. آقای جواد بیشتر از یک دهه مقیم شهر سان فرانسیسکو بوده است. او اکنون ساکن واشینگتن دی. سی. است. آقای جواد به زبان‌های فارسی دری، پشتو، فرانسوی، آلمانی و انگلیسی مسلط است. از ایشان نوشته‌های زیادِ در زمینه سیاست، ادبیات، حقوق و تصوف در نشریه‌های مختلف و به زبانهای مختلف در آمریکا، اروپا، پاکستان و ایران به نشر رسانیده است. در کنار فعالیت‌های نوشتاری، ارائه تحلیل‌ها و سخنرانی‌ها در مجامع علمی و سیاسی؛ آقای جواد همچون یک چهره مطرح سیاسی در امور مسایل افغانستان و منطقه در تلویزیون‌ها و رادیوها ظاهر شده است.

## جوایز و مدارک افتخاری
طیب جواد، به خاطر ابتکارها و فعالیت‌هایش بارها مورد ستایش قرار گرفته است. در سال ۲۰۰۳، او به دلیل فعالیت‌هایش در دوره انعقاد قانون اساسی پارلمان افغانستان (لویه جرگه) نشان دولتی افغانستان را دریافت کرد. در سال ۲۰۰۷، دانشگاه آرگوسی در واشینگتن دی. سی. به او دکترای افتخاری «سازماندهی رهبری» تفویذ کرد و نیز در همان سال او نایل به جایزه «شایسته بازسازی یک ملت» از سازمان اجتماعی آموزش مهندسی واشینگتن شد. در سال ۲۰۰۸، جایزه شهروند جهانی را از سازمان «ریشه‌های صلح» دریافت کرد.